# Chilomycterus atringa
Chilomycterus atringa és una espècie de peix de la família dels diodòntids i de l'ordre dels tetraodontiformes.
Poden assolir fins a 60 cm de longitud total. És un peix marí, de clima subtropical i associat als esculls de corall.
Es troba a l'Atlàntic occidental: des de Nova Jersey (Estats Units), Bermuda i el sud-oest del Golf de Mèxic fins al sud del Brasil. També és present a l'Atlàntic oriental.